# Brachypodosaurus
Il brachipodosauro (Brachypodosaurus gravis Chakravarti, 1934) era un dinosauro dell'ordine degli ornitischi, vissuto verso la fine del Cretaceo.

## Descrizione
Si sa molto poco di questo erbivoro, il cui nome significa letteralmente "rettile dal piede corto";
alla scoperta, nel 1934, fu avvicinato sia ad un anchilosauro (gruppo al quale appartiene) che ad uno stegosauro, e con la scarsità di fossili ritrovati (provenienti dall'India) è molto difficile definirne qualsiasi particolarità fisica.